# آتزولیزومب
آتزولیزومب (انگلیسی: Atezolizumab) یک پادتن مونوکلونال IgG1 است که توسط مهندسی ژنتیک ساخته شده و علیه مولکول PD-L1 عمل می‌کند.

## موارد استفاده
در ماه مه ۲۰۱۶ میلادی، سازمان غذا و داروی آمریکا این دارو را برای درمان سرطان پیشرفته موضعی یا متاستازدادهٔ سلول ترانزیشنال دستگاه ادراری که به شیمی‌درمانی با داروی‌های حاوی پلاتین پاسخی نداده، به صورت تسریع‌شده بررسی و مورد پذیرش قرار داد. اما کارآزمایی بالینی تأییدی که برای تبدیل «پذیرش تسریع‌شده» به «پذیرش کامل و قطعی» لازم بود، نتوانست هدف نهایی تعیین‌شده را که «میزان بقای کلی بیمار» بود، اثبات کند. در سال ۲۰۱۸ میلادی، سازمان غذا و داروی آمریکا استفاده از آتزولیزومب را برای «خط اول درمان» در سرطان مثانه متاستازداده، در کسانی که قادر به دریافت شیمی‌درمانی با داروی‌های حاوی پلاتین نیستند و مقادیر زیادی از PD-L1 دارند، مجاز دانست.
در اکتبر ۲۰۱۶ میلادی، سازمان غذا و داروی آمریکا مصرف آتزولیزومب را در مبتلایان به «سرطان ریه متاستازداده از نوع سلول غیر کوچک» (NSCLC) که علی‌رغم درمان شیمی‌درمانی با داروی‌های حاوی پلاتین، بیماری‌شان پیشرفت می‌کند، تأیید کرد. در بیماران دچار جهش ژنی EGFR یا AKL پیش از دریافت این دارو، باید وجود چنین جهشی اثبات شده باشد و بیماری‌شان نیز در حال پیشرفت باشد.
آتزولیزومب برای درمان موارد پیشرفتهٔ «سرطان ریه از نوع سلول کوچک» نیز به‌کار می‌رود.
در ماه مارس ۲۰۱۹ میلادی سازمان غذا و داروی آمریکا مصرف آتزولیزومب را برای «سرطان پستان منفی سه‌گانه» (TNBC) تأیید کرد.

## عوارض جانبی
شایع‌ترین عوارض جانبی این دارو خستگی، کاهش اشتها، تهوع و خطر بروز عفونت است. شایع‌ترین عارضهٔ جانبی شدید با این دارو، عفونت ادراری است.

## نحوهٔ اثر
آتزولیزومب از تعامل میان PD-L1 با مولکول‌های پروتئینی PD-1 و CD80 (B7-1Rs) جلوگیری می‌کند. مولکول PD-L1 در برخی از انواع سرطان‌ها به میزان زیاد ساخته می‌شود و جلوی فعال‌شدن سلول‌های دستگاه ایمنی بدن (به‌ویژه لنفوسیت‌های تی کشنده) را که به‌طور طبیعی به سلول‌های سرطانی حمله کرده و آنها را نابود می‌کنند، می‌گیرد. این دارو یکی از مهارکننده‌های وارسی ایمنی است.